# Установа за развој и истраживање оружја
Установа за развој и истраживање оружја (УРИО) је лабораторија Одбрамбене Истраживачко Развојне Организације (ОИРО). Налази се у граду Пуна, и представља галавну лабораторију (ОИРО-а) која је укључена у развој конвенционалног наоружања.

## Историјат
УРИО је основана 1958. године у циљу задовољења домаћих потреба за наоружањем. Почела је са радом у основним гранама као што су погон за производњу муницује у граду Кадхи. Особље је премештено из некадашњег Техничко развојног и производног (Оружја )огранка стационираног у Џабалпуру и Техничко развојног и производног (Муниција) огранка у Кадахију.
Током 1966. године УРИО се преселио на садашњу локацију у место Пашхан, које се налази на паериферији града Пуна одмах поред Државне хемијске лабораторије, главној лабораторији Савета за научна и индустријска истраживања.

## Области рада
УРИО је главна лаборторија у области истраживања везаних за развој конвенциалног оружја за потребе Индијске војске. То се односи на све области истраживања, развоја, израду прототипова, тестирања и посматрања, и активности у виду трансфера технологија.Ово укључује основна и примењена истраживања, моделирање, симулацију и развој софтвера наоружања. Осим тога, проширење радног века и надоградња и сервисирања опреме такође се обављају у овој установи. 
Будући да се ради о истраживачкој лабораторији, УРИО не обавља производне активности у већем обиму, већ у ограниченом обиму најчешће бави израдом пилот-постројења и круциалних компоненти. Након почетне произвпдње, технологије развијене у лабораторији преносе се производним агенцијама као што су БЕЛ, ОФБ и други произвођачи. Захваљујући својим капацитетима, УРИО надгледа трансфер технологија овим фабрикама, и помаже им у покретању производње и стара се о квалитету производа.
Индијска војска користи се много врста различитог оружја које је иностране производње, па се јавила потреба за његовим лакшим интегрисањем и стварањем компатибилности са већ постојећим наоружањем. УРИО је укључен у сам процес ради пружања стручних процена и др. услуга везаних за увођење и интегрисање страног наоружања у Индијској војсци.